# Affaire Higui

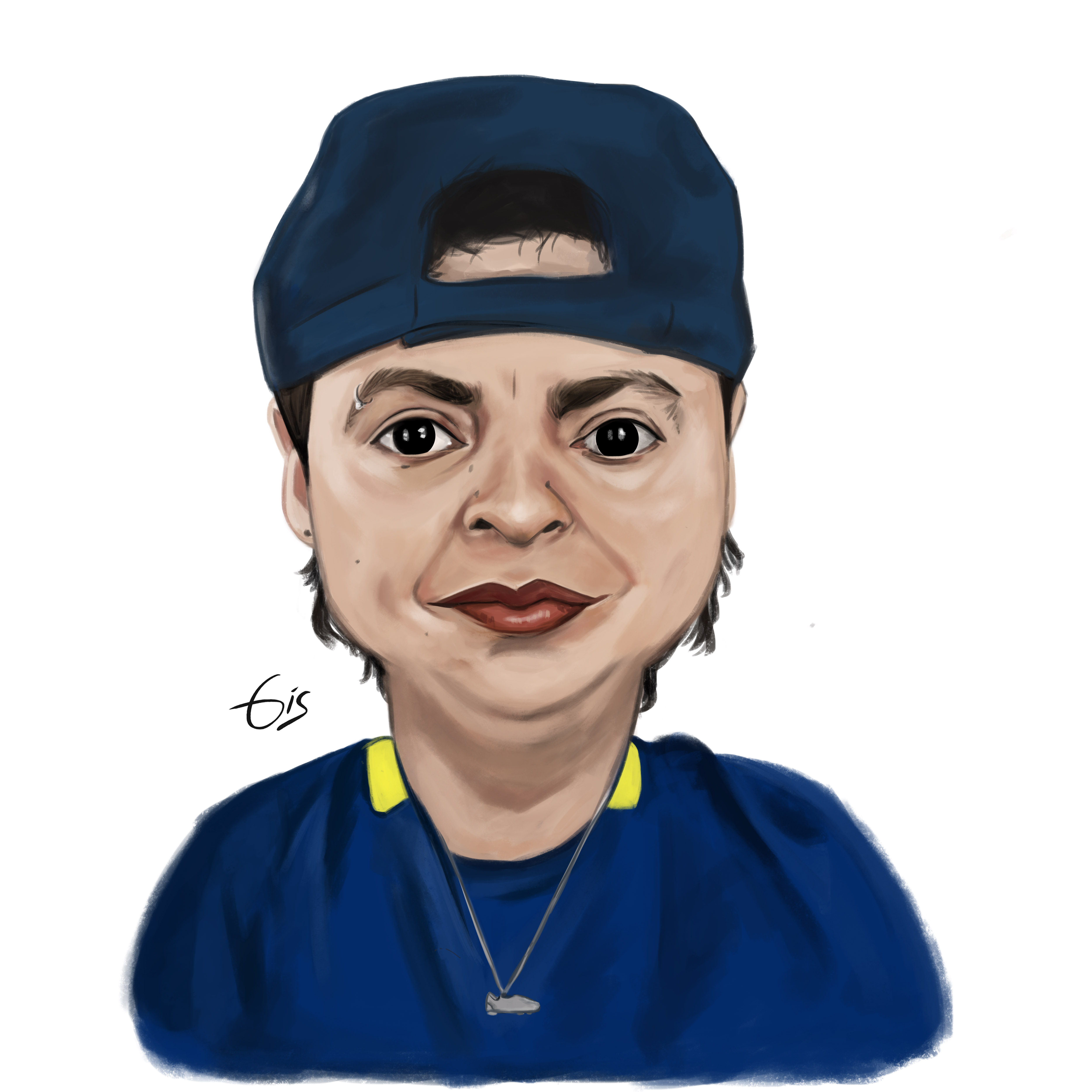
Portrait de Higui.

L'affaire Higui fait référence à l'affaire judiciaire argentine sur le meurtre de Cristian Rubén Espósito par Eva Analía De Jesús, surnommée Higui, en défense d'une attaque de lesbophobie et tentative de viol homophobe collectif,.
Elle est acquittée en mars 2022 par le Tribunal Oral Criminel 7 de San Martín qui considère qu'elle a agi en légitime défense.

## Faits

### Antécédents
Eva Analía De Jesús, dite Higui, avait déjà souffert de harcèlement et de lesbophobie de la part de voisins du quartier Lomas de Mariló dans la commune de Bella Vista (Buenos Aires). Higui indique qu'en 1994 un groupe d'hommes l'a encerclé et l'a insultée de tortillera et de lesbienne alors qu'elle allait acheter de la bière. En 2002 elle s'échappe d'une tentative de viol, durant laquelle elle reçoit trois coups de couteaux et est hospitalisée. Higui cache alors à sa famille le motif de l'agression et indique qu'elle a été victime d'une tentative de vol. À sa sortie de l'hôpital elle se rend compte que sa maison a été incendiée, et décide de déménager du quartier. Lors de ses visites à sa famille elle est victime d'agressions, on lui vole son vélo, elle est insultée et reçoit des jets de pierre,.

### Attaque
Le 16 octobre 2016, alors qu'elle rend visite à sa famille, Higui est violentée par un groupe d'hommes qui l'attaquent et tentent de lui infliger un viol homophobe,. Un de ses agresseurs, Cristian Rubén Espósito (qui faisait déjà partie du groupe d'hommes l'ayant attaquée en 2002), lui dit : « Je vais te faire sentir femme, idiote lesbienne ».  
C'est le début de l’attaque : ils la jettent par terre et l'agressent à plusieurs, déchirent son pantalon et ses sous-vêtements, ce que fait comprendre à Higui qu'ils s'apprêtent à la violer. Elle se défend avec un couteau de jardinage (un de ses outils de travail) qu'elle portait sur elle, avec lequel elle blesse Espósito à la poitrine. Elle est ensuite retrouvée inconsciente, avec des traces de coups et les vêtements déchirés, par la police.
La médecin légiste déclare qu'Espósito avait une unique blessure au péricarde, qui a provoqué immédiatement un choc hypovolémique. Pour la médecin, la blessure est compatible avec le fait qu'un homme se trouvait au-dessus d'elle, et qu'en se défendant de l'attaque avec un couteau elle ait poignardé Espósito.
De Jesús est ensuite accusée de meurtre simple et arrêté pendant presque huit mois, jusqu'au 12 juin 2017 lorsque la justice ordonne sa libération, qui a lieu après plusieurs mois de revendications de différentes organisations. Elle est finalement acquittée de toute charge en mars 2022. Elle remercie le soutien des organisations sociales que l'ont accompagnée. L'attaque de laquelle Higui s'est défendu n'a donné lieu à aucune enquête de la part de la justice,.

## Procès judiciaire
Le procès judiciaire comporte des irrégularités : le rapport initial ne mentionne pas l'état dans lequel se trouvait de Jesús quand elle a été trouvée par la police, ni les traces de coups ni les vêtements déchirés. Il ne mentionne pas non plus la première déclaration de Higui qui raconte qu'ils ont essayé de la violer. En revanche, il donne crédit à certaines déclarations de témoins (autres agresseurs) qui mentionnent qu'elle a agressé Espósito sans raison.
Le Ministère public nie les irrégularités et soutient qu'il manque de preuves pour accréditer la thèse de légitime défense.
Le 12 juin 2017, un tribunal lui accorde la liberté conditionnelle après presque huit mois en prison préventive,.  
Le 15 mars 2022 son procès commence dans les tribunaux de San Martín, Province de Buenos Aires, sans presse ni transmission. À l'extérieur, des organisations féministes et LGBT+ arborent des drapeaux et des pancartes qui couvrent la façade pour réclamer son acquittement. Au sortir de la première audience Higui en interview : « Là-dedans je ne sais pas comment je supporte ce qui se passe, mais je sors et vous me donnez confiance. Mais c'est la merde car (les agresseurs) sont tous bons aujourd'hui, mais ça avait été moi la morte, il ne se serait bien passé de ce qui est en train de se passer, ça aurait été pris comme quelque chose de normal ».
Après les journées des 15 et 16 mars, une dernière audience était prévue pour le 22, mais les plaidoiries sont avancées et Higui est acquittée dans la nuit du 17 mars. Le tribunal a estimé qu'elle s'était légitimement défendue contre une agression, afin de faire cesser cette agression et d'empêcher une agression sexuelle imminente. À la sortie du tribunal elle indique : « L'acquittement a été grâce à la force, à l'affection, la sagesse, la protection et le respect que vous seulement avez eu ».
Elle lance aussi un appel pour que justice soit rendue dans d'autres cas non résolus en Argentine (comme les enfants volés pendant la dictature argentine, la disparition du jeune homme trans Tehuel, les personnes transgenres privées de liberté, et les cas de jeunes tués par la police) : « Justice pour tous : pour les garçons trans, pour les travelos enfermées dans les prisons, pour les filles pauvres à la gâchette facile. Qu'apparaissent les petits-enfants ! Et qu'on nous dise où est Tehuel ». 
Après l'acquittement commence une campagne pour que l'État indemnise Higui.

## Répercussion sociale
L'affaire Higui a été une des causes soutenues par les dissidences sexuelles en Argentine, avec des revendications notamment durant la journée de la visibilité lesbienne et de la journée internationale des femmes.
Beaucoup d'organisations sociales et de militants ont demandé sa mise en liberté, parmi lesquels se trouve le gardien de but colombien René Higuita, à qui Higui doit son surnom, qui a tweeté son histoire en juin 2017 avec le hashtag #liberenahigui (#libérezhigui),.